# Cẩm Hải
Cẩm Hải là một xã thuộc thành phố Cẩm Phả, tỉnh Quảng Ninh, Việt Nam.
Xã Cẩm Hải có diện tích 15,85 km², dân số năm 1999 là 1335 người, mật độ dân số đạt 84 người/km².